# Privilegium Ottonianum

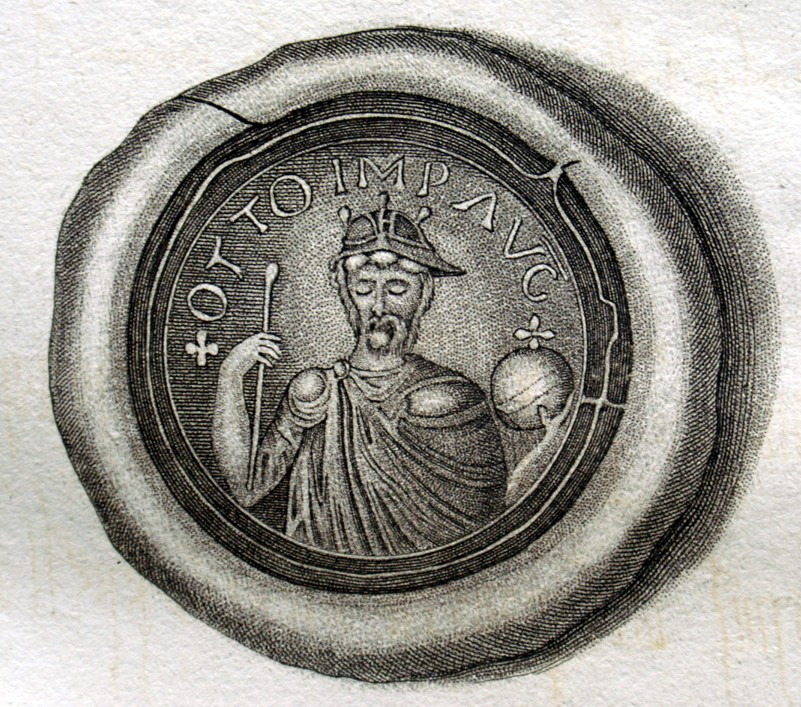
Fac-similé d'un sceau d'Otton Ier

Le Privilegium Ottonianum est un texte médiéval du Xe siècle. Il occupe une place importante dans l'histoire de la papauté et de ses rapports avec l'empereur du Saint-Empire romain germanique.

## Les origines duPrivilegium Ottonianum
Le Privilegium Ottonianum est resté longtemps à l'abri du regard des chercheurs dans les archives du Vatican. C'est l'Autrichien Theodor von Sickel qui a le premier effectué une étude paléographique et diplomatique à la fin du XIXe siècle et a conclu à l'authenticité de la copie conservée au Vatican. Walter Ullmann, professeur d'histoire médiévale et spécialiste de droit canon à Cambridge, pense dans The Origins of the Ottonianum que l'original du Privilegium Ottonianum, rédigé le 13 février 962, ne contenait que la confirmation des donations carolingiennes. La seconde partie, qui restreint les libertés et les droits de la papauté, a été rajoutée en décembre 963. En effet, Jean XII intrigue contre l'empereur avec ses ennemis. La réaction d'Otton Ier est brutale : il réunit un concile qui dépose le pape, le remplaçant par un notaire de la chancellerie pontificale, Léon VIII. Le texte a donc été falsifié par le parti impérial pour justifier la mainmise de l'empereur sur le Saint-Siège. Le texte reprend la donation de Pépin (754), le pactum ludovicianum, conclu par Louis le Pieux (817) et le Lotharianum de 824.

## Les dispositions territoriales duPrivilegium Ottonianum
Le Privilegium Ottonianum est promulgué le 13 février 962 par l'empereur Otton Ier. Il accorde au souverain pontife les mêmes privilèges que ceux que les Carolingiens avaient reconnus à la papauté, à savoir les donations faites par Pépin le Bref et Charlemagne. Il s'agit de :
- « la cité de Rome avec son duché et la zone adjacente à la ville, tous ses villages et ses territoires dans la montagne et sur la côte, son littoral et ses ports. » (article 1)
- « les cités, châteaux, bourgs fortifiés et villages dont les noms suivent : Porto, Civita-Vecchia, Cervetri, Bieda, Barbazano (près de Viterbe), Sutri, Nepi, le château de Gallese, Orte, Bomarzo, Amelia, Todi, Pérouse, avec ses trois îles, la grande, la petite et celle de Polvese, Narni et Otricoli avec toutes leurs appartenances » situées dans la Tuscie romaine (article 2)
- de cités situées en « Tuscie lombarde : Citta del Castello, Orvieto, Bagnorea, Forento, Viterbe, Orchia, Marta, Toscanella, Sovana, Piombino, Roselle avec toutes leurs dépendances en faubourgs, villages, rivages maritimes et bourgs fortifiés » (article 6)
- « l'exarchat de Ravenne tout entier » (article 3)
- le « territoire de Sabine tout entier » (article 5)
- « l'île de Corse (ce qui se trouve au sud d’une ligne allant) de Luni à Sarzana et (de là) à Berceto, Parme, Reggio, Mantoue, Monselice, la province de Vénétie et l’Istrie. » (article 7)

Il y ajoute les territoires byzantins de Gaëte, de Naples et les patrimoines de Sicile quand ils seront récupérés : 
- « en Campanie : Sora, Arce (près de Naples), Aquino, Arpino, Capoue. » (article 8)
- des « patrimoines qui sont en votre pouvoir et sous votre domination, tels ceux de Bénévent, de Naples, de Haute et de Basse-Calabre, (une partie de) la cité de Naples avec le territoire, les châteaux et les îles qui en dépendent, ainsi que le patrimoine de Sicile, si Dieu veut qu’il tombe entre nos mains » (article 9)
- « Gaète et Fondi avec leurs appartenances. » (article 10)

Cette reconnaissance se veut perpétuelle : « nous confirmons la possession à ton Église, bienheureux apôtre Pierre et par toi à ton vicaire, notre père spirituel le seigneur Jean, pontife suprême et pape universel, ainsi qu’à ses successeurs jusqu’à la fin des temps, pour qu’ils les tiennent en droit, sous leur autorité princière et sous leur domination. » (article 12).
De la même manière, le Privilegium Ottonianum assure à la papauté des revenus réguliers en confirmant que « le cens et les autres prestations de Toscane et du duché de Spolète qui étaient versés au palais du roi des Lombards doivent être payés à l’église Saint-Pierre » (article 13).

## Les dispositions canoniques duPrivilegium Ottonianum
Le Privilegium Ottonianum règle l’élection du pontife selon la Constitutio Romana de Lothaire en 824. D'après le Privilegium Ottonianum, le pape est librement élu : en cas de vacance du siège pontifical, « le clergé et la noblesse de Rome, pour diverses causes, et pour mettre fin à la dureté déraisonnable des papes à l’égard du peuple qui leur est soumis, s’engagent par serment à procéder à une élection juste et canonique » (article 15).
Le pape doit ensuite jurer fidélité à l’empereur ou devant ses envoyés avant d’être consacré. « L’élu à ce saint et apostolique ministère ne soit pas ordonné avant d’avoir, en présence de nos missi ou de notre fils et de toute la communauté fait la même promesse que nous a prêtée de son propre et plein gré notre seigneur et vénérable père spirituel Léon, ainsi que tout le monde le sait » (article 15).
Ses fonctionnaires ne doivent pas être soustraits à la juridiction impériale. Les territoires et les fonctionnaires restent donc sous le contrôle de l'empereur. Tout en donnant des privilèges au Saint siège, le Privilegium Ottonianum place la papauté sous tutelle impériale.